# Horgen (gemeente)
Horgen is een gemeente en plaats in het Zwitserse kanton Zürich, en maakt deel uit van het district Horgen.
Horgen telt 17.957 inwoners.

## Geboren
- Luigi Taveri (1929-2018), motorcoureur
- Hans Hofmann (1939), politicus
- Hoyte van Hoytema (1971), Zwitsers-Nederlands filmmaker
- Nicole Brändli (1979), wielrenster
- Sophie Hediger (1998-2024), snowboardster